# 李世熊
李世熊（1602年—1686年），字元仲，號媿庵，号但月，自號寒支子，福建寧化（今泉上鎮泉上村）人。

## 生平
萬曆三十年（1602年）出生。生平好学，好讀韩非、屈原、韩愈之书。县、府试均列第一，但乡试不第。南明隆武帝在福州即位，黄道周薦为翰林博士，他以養親為由婉拒。入清後，李世熊入陽遲山，隱居山林長達四十餘年，專事寫作。有客“至則相與引滿酣醉，笑哭不倫。”康熙二十五年（1686年）卒。著有《寒支集》、《钱神志》、《宁化县志》等。